# Stała dysocjacji
Stała dysocjacji (stała jonizacji) – stała równowagi reakcji dysocjacji, czyli rozpadu związków chemicznych na poszczególne jony, zwykle pod wpływem rozpuszczalnika lub silnego pola elektrycznego.
Przykładowo dla kwasu HA, ulegającemu reakcji dysocjacji w wodzie: HA + H
2O ⇌ H
3O+
 + A−
, stała równowagi K ma postać:
{\displaystyle K={\frac {[H_{3}O^{+}][A^{-}]}{[HA][H_{2}O]}}}
przy czym dla rozcieńczonych roztworów, dla których stężenie wody jest praktycznie stałe, dla uproszczenia stałą dysocjacji definiuje się jako:
{\displaystyle K_{a}=K[H_{2}O]={\frac {[H_{3}O^{+}][A^{-}]}{[HA]}}}
Podobnie dla zasady B, ulegającej reakcji: B + H
2O ⇌ BH+
 + OH−
,
stała dysocjacji w rozcieńczonym roztworze ma postać:
{\displaystyle K_{b}=K[H_{2}O]={\frac {[BH^{+}][OH^{-}]}{[B]}}}
Nawiasy kwadratowe oznaczają stężenie molowe danej substancji.
Zamiast stałej dysocjacji można podać jej wartość zlogarytmowaną, pKa lub pKb (gdzie pKx = −log10Kx), które są miarą mocy odpowiednio kwasu i zasady.
Dla każdego kwasu można podać sprzężoną z nim zasadę, a dla każdej zasady sprzężony z nią kwas (sprzężone pary kwas–zasada) – na przykład dla słabego kwasu octowego CH
3COOH sprzężoną zasadą jest anion octanowy CH
3COO−
, a dla słabej zasady amonowej NH
3 (lub w formie uwodnionej NH
3·H
2O) kwasem sprzężonym jest kation amonowy NH+
4.
Dla wody (i dla każdego rozpuszczalnika ulegającego autodysocjacji) cząsteczki H2O pełnią funkcję zarówno kwasu, jak i zasady.
Stałe dysocjacji dla sprzężonej pary kwas–zasada spełniają równania:
Ka•Kb = Kw
pKa + pKb = pKw
gdzie Kw jest stałą dysocjacji wody.
Stała dysocjacji sprzężonego kwasu lub zasady jest jednocześnie równa stałej hydrolizy odpowiedniej soli, na przykład Ka dla NH+
4 jest równe stałej hydrolizy NH
4Cl.

## Prawo rozcieńczeń Ostwalda
Dla słabych elektrolitów binarnych, znając stężenie i stopień dysocjacji, można obliczyć przybliżoną wartość stałej dysocjacji, korzystając z prawa rozcieńczeń Ostwalda:
{\displaystyle K={\frac {\alpha ^{2}C}{1-\alpha }},}
gdzie:
- {\displaystyle \alpha } – stopień dysocjacji,
- {\displaystyle C} – stężenie molowe elektrolitu.

Dla bardzo słabych elektrolitów (α « 1) wzór można uprościć do postaci:
{\displaystyle K=\alpha ^{2}C.}